# Kloster Rinchnach

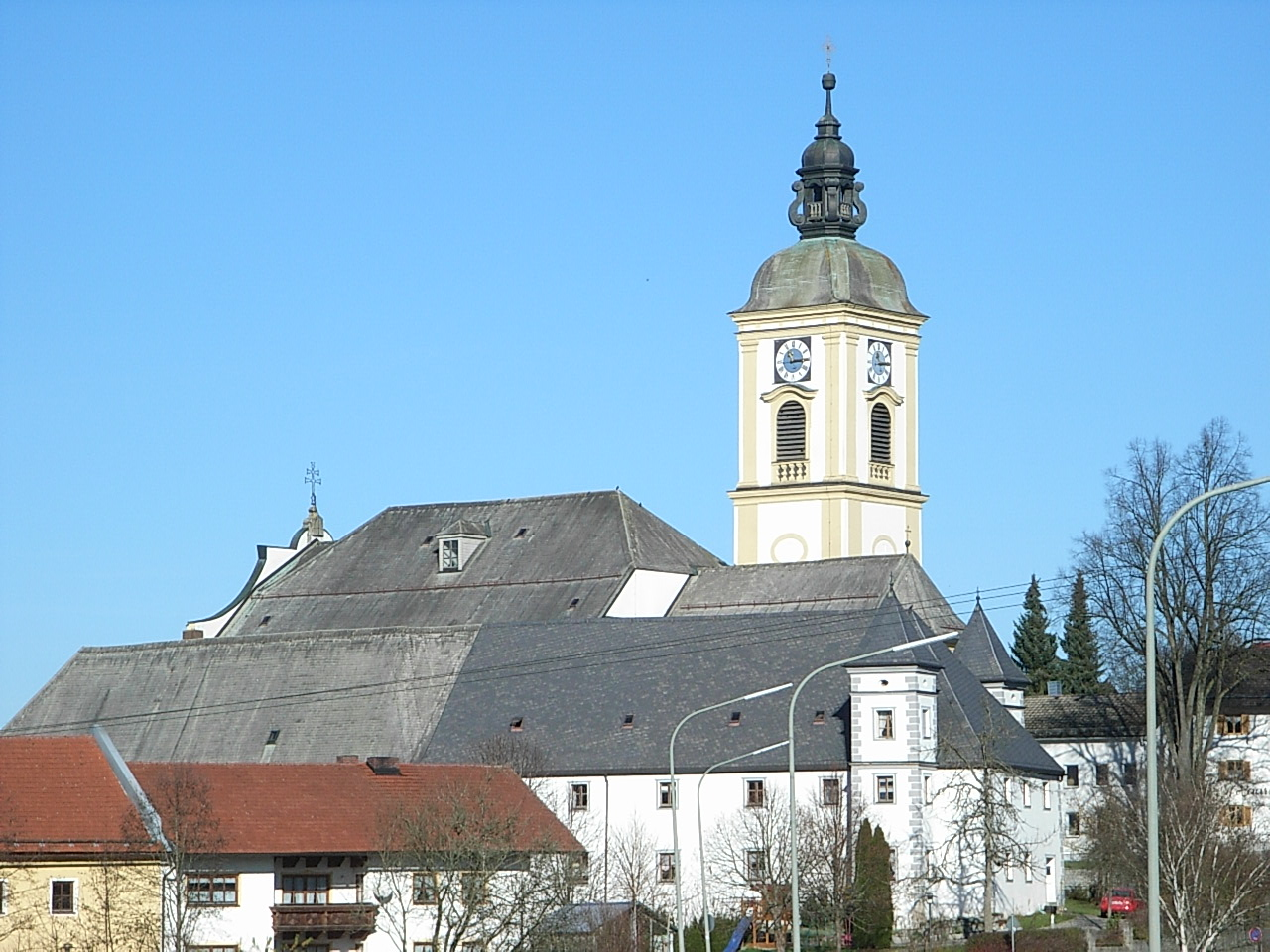
Die Kirche mit dem Propsteitrakt

Das Kloster Rinchnach ist ein ehemaliges Kloster der Benediktiner in Rinchnach in Bayern in der Diözese Passau.

## Geschichte

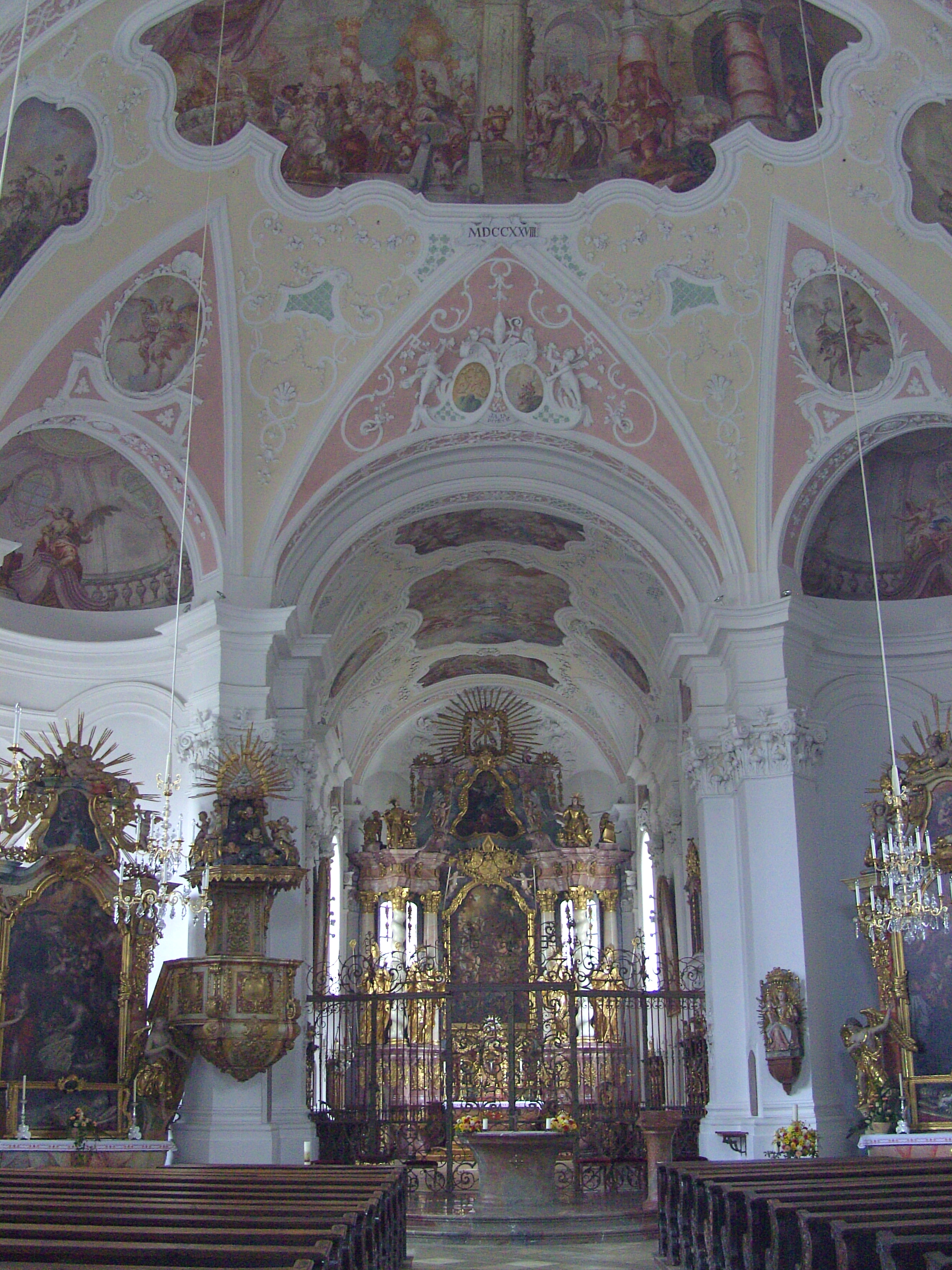
Im Inneren der Klosterkirche

Das St. Johannes Baptist geweihte Kloster wurde 1011 durch den hl. Gunther, einen Benediktinermönch vom Kloster Niederaltaich, als erste Siedlung des mittleren Bayerischen Waldes gegründet. 1029 erfolgte eine Schenkung von Grund und Boden durch Kaiser Konrad II. an das Kloster Rinchnach. 1040 wurde Rinchnach Propstei des Klosters Niederaltaich. Der hl. Gunther zog weiter nach Gutwasser in Böhmen.
Im Jahr 1204 gewährte Bischof Wolfger die Einverleibung der Pfarrei Kirchberg einschließlich der Filiale Kirchdorf. 1243 brannte die Propstei nieder, doch nach dem Neuaufbau konnte Bischof Otto am 12. August 1255 die Kirche wieder einweihen. In der folgenden Zeit mehrten sich die Güter und Privilegien des Klosters, das Weinberge in Österreich besaß und 1321 von den bayerischen Herzögen das Recht erhielt, Bier zu brauen und dieses ebenso wie den Wein unbeschränkt zu verschleißen. Im Jahr 1332 gründete Propst Friedrich Rößel das Dorf Bärnzell, indem er den Ansiedlern 20 Freijahre versprach.
1488 brannten die Hussiten das Kloster nieder. Rivalen des Klosters waren die Herren von Degenberg, die häufig Gebietsansprüche stellten. Viele Jahre zog sich der Prozess um den Besitz von Frauenau hin, das 1342 auf eine Schenkung der Degenberger hin vom Kloster gegründet und pastoriert wurde. 1536 überließ das Kloster das Gebiet den Degenbergern für 3.500 Gulden.
1597 verwüstete ein Brand das Kloster, das anschließend durch Abt Bernhard Hilz wiederaufgebaut wurde. Im Dreißigjährigen Krieg hatten die Mönche 1641 schwere Misshandlungen durch schwedische Truppen zu ertragen. 1684 wurde die Pfarrei Frauenau wieder dem Kloster zugesprochen. Am 2. Juni 1693 brannten die Gebäude nach einem Blitzschlag größtenteils ab. Nach der Brandschatzung durch ungarische Regimenter 1703 erfolgte ab 1708 der Wiederaufbau des Klosters durch Niederaltaich.
Das Kloster wurde 1803 im Zuge der Säkularisation aufgelöst. Der Grundbesitz wurde versteigert. Zum Grundeigentum der Propstei gehörten damals nicht weniger als 309 Höfe mit zusammen 3800 ha Fläche und ein Zehntbesitz von weiteren 130 Anwesen mit 1890 ha Fläche. Die ehemalige Klosterkirche ist jetzt Pfarrkirche der Pfarrei Rinchnach.

## Die Kirche

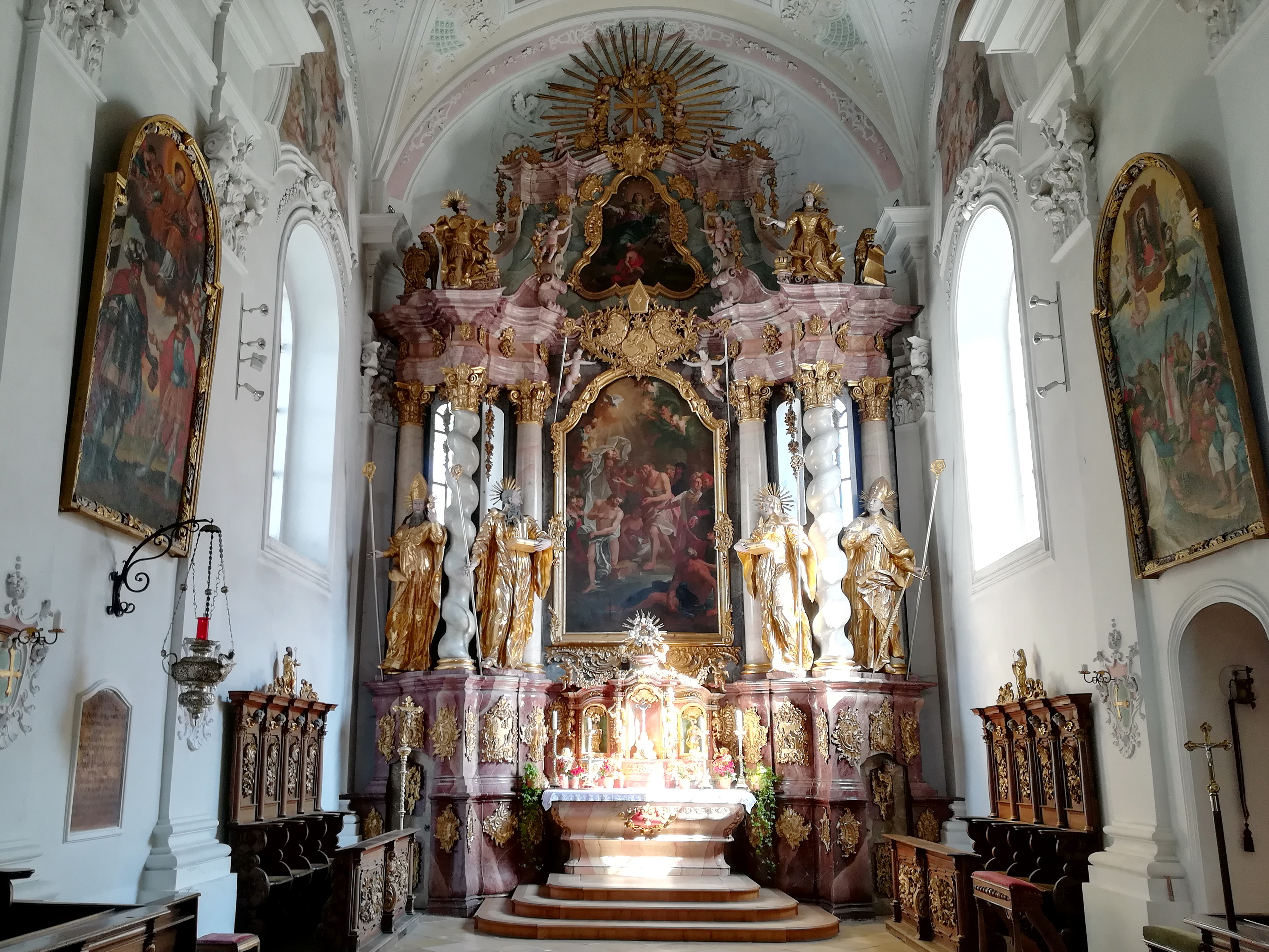
Hochaltar der ehemaligen Klosterkirche

Die erste Kirche wurde 1019 geweiht, darauf folgten drei Neubauten. Der Turm entstand 1721. Im Jahr 1727 wurde die Kirche des 15. Jahrhunderts durch Johann Michael Fischer völlig neu gestaltet. Der Turm erhielt eine Laterne, und das Innere gestaltete Fischer zu einem Oval. Die Fresken von Andreas Haindl zeigen Parallelen zwischen dem Leben des hl. Johannes des Täufers und dem des Klostergründers, des hl. Gunther: Johannes in der Wüste – Gunther im Urwald, Aufnahme von Johannes in den Himmel – Aufnahme von Gunther in den Himmel, Enthauptung des Johannes – Pfauenwunder Gunthers am Hof von König Stephan.
Der Stuck wird Johann Baptist Modler oder Franz Josef Holzinger zugeschrieben. Ein schmiedeeisernes Chorgitter trennt den Chor vom Langhaus. Der Hochaltar von Benjamin Schreidter um 1770 trägt ein Gemälde von Franz Anton Rauscher, das die Taufe Christi darstellt. Die restliche Ausstattung wurde 1727 von dem Niederaltaicher Laienbruder Pirmin Tobiaschu angefertigt.